# W Wish
W Wish (W〜ウィッシュ〜 W~Wisshu~, udtalt Double Wish) er et japansk Playstation 2-spil, der blev udviklet af Princess Soft og udgivet 30. september 2004. Umiddelbart efter udgivelsen blev der udsendt en animeserie i 13 afsnit produceret af Trinet Entertainment og baseret på spillet fra 3. oktober til 26. december 2004.
Hverken spil eller anime er udsendt på dansk.

## Plot
Tvillingerne Junna og Senna Toono er elever på Sakurahama Private Gymnasium. Engang i fortiden kostede en trafikulykke deres forældre livet, mens Junna mistede sin hukommelse. Siden da har de to søskende boet alene, om end slægtninge har holdt øje med dem. Junnas nuværende liv på gymnasiet sammen med sin søster er dog så behageligt, at han kan glemme sin hårde fortid. Men på trods af det begynder han at få de mistede minder tilbage. Han nyder de glade og hyggelige dage, men han bliver kastet omkring af sin fortid, sin nutid og sin fremtid. Hvad er sandheden, der gemmer sig i hans hukommelse?

## Personer
- Junna Toono (遠野潤和 Toono Junna) - Den mandlige hovedperson. Han er en meget populær dreng både blandt pigerne i klassen og nogle af drengene. Tingene er dog ikke, hvad de ser ud til at være for ham og Senna. Han er nødt til i sidste ende at beslutte sig for, om han vil leve i en verden sammen med Senna eller i verden sammen med hans forældre og med Haruhi som hans søster.

- Senna Toono (遠野泉奈 Toono Senna) - Junnas tvillingsøster. Efter at deres forældre døde, bor hun og Junna alene. Senna og Junna hjælper og stoler på hinanden, og som følge af det holder Senna meget af sin Onii-chan. Men Sennas eksistens bliver draget i tvivl, da hun faktisk ikke eksisterer i den virkelige verden men kun i en verden, som hun og Junna skabte med deres ønske. De ønskede begge, at Senna ville eksistere, og skabte på den måde en verden, hvor hun eksisterede. Men ønsket havde sin pris, idet deres forældre ophørte med at eksistere i den verden de skabte, mens Haruhi, der var hendes søster, blev Junnas barndomsven i stedet. Senna skulle have været Junnas tvillingsøster i den virkelige verden også men blev ikke født, hvilket er grunden til, at hun ikke eksisterer i den oprindelige verden, og til ønsket om at komme til det.

- Sana Fujie (藤枝彩夏 Fujie Sana) - Førsteårelev i mellemskolen og medlem af Hjælpe- og litteraturklubben. Hun har en kvik personlighed og prøver altid at hjælpe men ender altid med at gøre tingene værre i stedet.

- Akino Iida (飯田秋乃 Iida Akino) - Klasserepræsentant i Junnas klasse. Hun elsker overnaturlige ting men er også meget bange for dem.

- Haruhi Inohara (井ノ原春陽 Inohara Haruhi) - En elev der lige er skiftet til skolen. Hun er barndomsven med Junna, som hun kalder for "Onii-chan" og er ret så tiltrukket af. Hun er faktisk Junnas søster i den oprindelige verden men blev en barndomsven i den skabte verden i stedet. Hun skulle egentlig ikke have eksisteret i den skabte verden men kom for at lede efter Junna, der pludselig var forsvundet i den oprindelige verden.

- Tomokazu Kishida (岸田智一 Kishida Tomokazu) - Junnas ven og Tomos tvillingbror. Han virker til at være tiltrukket af Junna.

- Tomo Kishida (岸田智 Kishida Tomo) - Tomozakus tvillingsøster. Hun virker til at have en seriøs personlighed og fremstår stoisk. Hun er også Vogter af tiden.

- Tsubasa Ootori (鳳つばさ Ootori Tsubasa) - Skolens "idol", der er rig, intelligent og attraktiv. Hun er medlem af Hjælpe- og Litteraturklubben.

## Anime
Umiddelbart efter lanceringen af PlayStation 2-spillet blev der udsendt en animeserie i 13 afsnit baseret på spillet og produceret af Trinet Entertainment. Serien blev sendt i oktober kvartal 2004 på forskellige japanske tv-stationer, idet TV Kanagawa sendte afsnittene som den første, mens de andre fulgte nogle dage forskudt. Seriens introsang er KIZUNA (KIZUNA〜絆) af Ayane, mens slutsangen er Omoide good night (想い出 good night) af tiaraway. Hvert afsnit er ca. 13 minutter langt.
Efter udsendelsen i tv blev serien udgivet fordelt på fire dvd'er fra 25. februar til 26. august 2005 med fire afsnit på den første og tre på hver af de andre. Dvd'erne blev udsendt både i en almindelig udgave og en med vedlagt cd.

### Stemmer
- Jun Fukuyama - Junna Toono
- Ai Shimizu - Senna Toono
- Tomoko Kaneda - Sana Fujie
- Yuuka Nanri - Akino Iida
- Ryouko Shintani - Haruhi Inohara
- Yoshinori Fujita - Tomokazu Kishida
- Miyu Matsuki - Tomo Kishida
- Saeko Chiba - Tsubasa Ootori

### Afsnit
| # | Titel                                                                                             | Sendt første gang |
| --- | ------------------------------------------------------------------------------------------------- | ----------------- |
| |                                                                                                   |                   |
| 01 | "Junna and Senna" "Junna to Senna" (潤和と泉奈)                                                   | 3. oktober 2004   |
| Junna og Senna er tvillinger, der bor alene. Kort efter eksamenerne vil der være en kirsebærblomst-sommerfestival på skolen, og Senna er opsat på at skabe minder sammen med den modvillige Junna. Junnas klasselærer kalder tvillingerne ind på kontoret for at foreslå dem, at de kan bo ved skolen, da hun er bekymret for deres situation. Junna kan ikke huske den ulykke, hvor hans forældre døde, men han benægter, at han er ansporet til at arbejde hårdt for at leve på grund af Sennas eksistens. |                                                                                                   |                   |
| 02 | "The Help Club" "Tasukete, O tasuke Kurabu" (助けて お助けクラブ)                                 | 10. oktober 2004  |
| Akino, der er klasserepræsentant for Junnas klasse, har besluttet, at de skal lave et spøgelseshus som aktivitet til festivalen. Mens klassen stønner, kommer Sana og beder Junna om at komme med hende til Hjælpeklubben (tidligere Litteraturklubben). Det viser sig, at klubbens formand er den mest populære pige på skolen, Tsubasa. Tsubasa forklarer, at klubbens formål er at hjælpe andre, og med forberedelserne til festivalen ser hun det som en god mulighed for at få flere medlemmer. Hun beder om Junnas hjælp, velvidende at han arbejder hårdt for at understøtte sig selv og sin søster. Den beærede Junna accepterer og får til opgave at indsamle nyheder om alle aktiviteter ved festivalen. I mellemtiden har Senna, der så Sana tage Junna med sig, smuglyttet til samtalen og er noget irriteret over det. |                                                                                                   |                   |
| 03 | "Another Sister" "Mou Ichinin no Imouto" (もう一人の妹)                                           | 17. oktober 2004  |
| Junna løber på Tomo, en usocial klassekammerat der nægter at deltage i klassens aktivitet. Junna ansporer hende til at hjælpe og får skaffet hende en passende rolle i spøgelseshuset. Junna går hen for at rapportere madlavningsklubbens aktivitet, hvor han bliver omfavnet af Tomos tvillingbror Tomokazu. Da Junna skubber Tomokazu væk, bliver Tomokazus forklæde ved et uheld gennemblødt af sojasovs. Både Tomokazu og Senna er skuffede over det, fordi de skal lave flere forklæder til resten af klubmedlemmerne. Lyden af problemer får Sana til hurtigt at kommer for at hjælpe, men hun ender med at starte en brand, hvorefter politiet kommer. Politibetjenten Yuuko skælder gruppen ud men fortæller også Junna, at hun har taget hans barndomsven med. Junna og Senna bliver ført udenfor for at møde pigen, der kalder Junna for sin storebror og giver ham knus. Selvom Junna ikke kan huske, hvem hun er, så kan han huske hendes navn, Haruhi, og det bekymrer Senna. |                                                                                                   |                   |
| 04 | "Pressing Anxiety" "oshiyoseru fuan" (押し寄せる不安)                                             | 24. oktober 2004  |
| Senna er foruroliget over, hvor meget tid Junna og Haruhi tilbringer sammen. Akino beder Senna om hjælp, da hun ikke kan finde Junna for at bede om hans hjælp. Hun forklarer, at spøgelseshuset mangler dekorationer, og da Junna og Sennas forældre var arkæologer, har de måske ting, der kan bruges. Senna fører Akino og Tomokazu til sit og Junnas palæagtige hjem og giver modvilligt Akino lov til at låne artefakter. Da Tomokazu taler om, at nogle elever bliver på skolen natten over for at gøre deres klubaktiviteter færdige, beslutter Senna sig for at gå tilbage til skolen, selvom madlavningsklubben er klar. I mellemtiden beder Haruhi Junna om at være sammen med hende under festivalen, men Junna afslår, fordi han ikke kan huske så meget om hende. |                                                                                                   |                   |
| 05 | "Night before the Cherry Blossom Summer Festival..." "sakura natsu giwa zenya..." (桜夏際前夜...) | 31. oktober 2004  |
| Mens hun gør de sidste ved spøgelseshuset om natten, kommer Akino pludselig til skade med benet, og Junna bærer hende væk. Haruhi bliver jaloux og prøver at komme til skade selv, så Junna også vil bære hende. Senna er sur over, at Haruhi skaber så mange problemer, og konfronterer hende, men før deres skænderi eskalerer, dukker Yuuko op og beordrer Haruhi til at gå hjem. Den taknemlige Junna tager en pause fra sit arbejde på skolens tag, hvor han møder Tomo. Mens de to kigger stjerner, fortæller Tomo Junna, at han ikke skal være bange, for hun vil altid våge over ham. Senna kommer op på taget, hvilket sætter en stopper for Junnas pause, og hun spørger ham, om de altid vil være sammen som søskende. Junna bekræfter, og de hjælper sammen med at gøre spøgelseshuset færdigt. |                                                                                                   |                   |
| 06 | "A Memory Amidst The Shadows" "yami no naka no kioku" (闇の中の記憶)                              | 7. november 2004  |
| Senna vækker Junna til festivalen, og ligesom han har lovet tilbringer de hele festivalen sammen. Da Haruhi dukker op, kan hun ikke finde Junna, og Junna hører ikke, at hun kalder på ham. Da natten falder på, fortæller Senna Junna, at hun er glad for, at han holdt deres løfte, men et billede af Haruhi glimter for hans indre blik. Junna bliver pludselig bekymret for Haruhi og sin fortid, men Senna prøver at berolige ham med, at han ikke behøver at huske alting. Netop da fyrværkeriet begynder, flimrer Junnas hukommelse pludselig for hans indre blik, hvilket får ham til at besvime. |                                                                                                   |                   |
| 07 | "Summer! Ocean! Swimsuits!!" "Natsu da! Umi da! Mizugi da!" (夏だ!海だ!水着だ!!)                  | 14. november 2004 |
| Tsubasa inviterer alle til at komme på sommerferie i hendes feriested ved stranden. Hun beslutter at lave en volleyballkonkurrencen, og Haruhi foreslår, at vinderen skal have et ønske opfyldt. Haruhi og Senna ender sammen som hold i konkurrencen men vinder nemt, begge optændt af at få Junna. Haruhi beder prompte om, at Junna skal have et stævnemøde med hende, og trækker ham hurtigt væk. Under stævnemødet får Junna et glimt af sine mystiske drømme og ender med at besvime. Da Junna vågner op, bruger Senna sit ønske til at bede om, at Junna ikke skal presse sig selv. I sit stille sind tænker Junna stadig på sine mistede minder men er bekymret for at ting vil ændre sig, hvis han får minderne tilbage. |                                                                                                   |                   |
| 08 | "Photo Album of Memories" "omoide no arubamu" (思い出のアルバム)                                  | 21. november 2004 |
| Sana tager billeder fra ferien ved stranden med til Junna og Sennas hus. Senna vil sætte dem i fotoalbum med det samme, og da Junna hører det, tror han at hvis han ser de gamle fotoalbum, kan han måske få sin hukommelse tilbage. Senna hævder imidlertid at have smidt dem ud ved et uheld men beslutter, at de skal købe et nyt for at skabe minder. I boghandlen bemærker Junna Tomo passere forbi og følger efter hende, men hun forsvinder på mystisk vis. Mens han går hjem sammen med Senna, undrer Junna sig stadig over, hvor Tomo blev af. De møder en mand ved navn, Koutarou Ryuuoku, der har deltaget i et studie sammen med tvillingernes far. Han fortæller dem om en talskive, deres far fandt ved et udgravning, og fordi tvillingerne var til stede dengang, spørger han, om de kan huske noget om det. Mens Junna prøver at huske, erklærer Senna tårefyldt, at hun ikke ved noget og trækker sig tilbage til sit værelse. |                                                                                                   |                   |
| 09 | "Hidden Past" "kakusa re ta kako" (隠された過去)                                                  | 28. november 2004 |
| Senna nægter at komme ud af sit rum, hvilket gør Junna bekymret, da han bliver klar over, at han ikke ved ret meget om hende. Junna finder talskiven Koutarou talte om i sit rum sammen med gamle fotoalbum. Fotoalbummene har ingen billeder af Senna men i stedet af Haruhi. Den chokerede Junna går en tur og er forvirret over, hvorfor det er sådan. Han møder tilfældigvis Haruhi, og de to går hen på en café. Junna føler, at Haruhi ved, hvorfor Senna ikke var i fotoalbummene, og spørger hende hvorfor. Haruhi svarer trist, at det ikke var meningen, at Senna skulle eksisterer overhoved. Tomo dukker op bag Junna og forklarer, at Senna ligesom Junna ikke har en fortid, men hun har heller ikke nogen fremtid. Da Senna kommer ud fra sit rum, bemærker hun fotoalbummene og bliver klar over, at Junna er ved at komme tæt på sandheden. |                                                                                                   |                   |
| 10 | "Distorted World" "igami yuku sekai" (歪みゆく世界)                                               | 5. december 2004  |
| Haruhi fortæller undskyldende, at hun ikke kan forklare ham alt, og at han er den, der må beslutte sin fremtid, men at hun vil acceptere hans valg. Netop da bliver byen pludselig dækket af tåge, og på grund af det får alle besked om at blive inde. Junna ser Tomo igen og følger efter hende ned ad en gyde, idet han husker, at hun sagde, at hun ville våge over ham. På vejen ser han ikke Senna, der er kommet for at tale med ham om talskiven. Junna ender på skolens tag, og Tomo afslører at hun er Vogter af tiden. Hun siger, at kun Junna kan beslutte, hvad han vil have, og tager ham med tilbage til hans barndom, til den dag hvor han blev adskilt fra hans forældre og Haruhi. |                                                                                                   |                   |
| 11 | "Senna's Truth" "Senna no Shinjitsu" (泉奈の真実)                                                 | 12. december 2012 |
| På den dag hvor Junna blev adskilt fra sin virkelige familie, var de ved en udgravning. Junnas far havde vist ham talskiven, han havde fundet, og fortalt ham, at urskiven kan opfylde en persons højeste ønske. Junna havde ønsket at møde Senna, og Senna havde delt ønsket, og resultatet blev skabelsen af den verden, som Junna levede i. I nutiden finder Senna Junna i parken og afslører, at da hun og Junna blev undfanget, døde hun men eksisterede videre som en sjæl. Junna har altid følt hendes nærvær, så han vidste, at hun eksisterede. Tomo forklarer, at da Junna og Sennas ønske blev opfyldt, var prisen for at skabe den verden, at hans forældre døde, og at Haruhi ville leve i Junnas drømme. Overraskende nok var det ikke meningen, at Haruhi skulle eksistere i den nye verden, men fordi Junna havde skilt sig fra hende i hans drømmeverden, kom hun for at søge efter ham og blev hans barndomsven. Tomo fortæller Junna, at fordi Haruhi og Senna ikke kan eksisterer på det samme plan, er balancen mellem verdener ved at kollapse, hvilket forklarer tågen, der har bredt sig over byen. Hun giver Junna to valgmuligheder: fortsætte sit nuværende liv med Senna eller vende tilbage til sit gamle med hans forældre og Haruhi. |                                                                                                   |                   |
| 12 | "Imminent Decision" "semara reru sentaku" (迫られる選択)                                          | 19. december 2004 |
| Næste morgen fortsætter Senna livet, som om intet er hændt, men Junna har fået nok af det. Han er presset til at tage sin beslutning hurtigt, da verdenen langsomt er ved at blive ødelagt. Han er sur over, at hans selviske ønske med Senna fik hans forældre til at dø og angriber hende for hendes ligegyldige attitude. Opløst i gråd siger Senna, at hun kendte sandheden fra begyndelsen og har holdt det skjult det så længe, for at Junna ikke skulle pines. Junna giver udtryk for sit ønske om at være sammen med Senna, men han vil også have Haruhi og hans forældre til at eksistere som hans familie. Han indser, at talskiven måske kan indfri hans ønsker og spørger den om det men uden held. Imens går Senna ud, hvor hun møder Haruhi, og de to søstre går væk sammen. |                                                                                                   |                   |
| 13 | "Three Desires" "Mitsu no Omoi" (三つの思い)                                                      | 26. december 2004 |
| Junna kommer i tanke om, at der er noget mere end at bede talskiven om et ønske og tvinger sig selv til at huske, hvordan han fik sit ønske opfyldt før. Langsomt går det op for ham, at talskiven kun opfylder ønsker, som mere end en person deler. Desperat leder han efter Senna for hjælp, før verdenen bliver ødelagt. Han finder Haruhi og Senna i parken og instruerer dem i at ønske sammen med ham til talskiven. Til slut forbliver Haruhi Junnas barndomsven, mens Senna viser sig at være hans kommende lillesøster. |                                                                                                   |                   |

## Cd'er
| Titel | Udgivet           | Kodenr. | Type        | Indhold og bemærkninger                  |
| --- | ----------------- | ------- | ----------- | ---------------------------------------- |
| Game W Wish Sound Collection (ゲーム「W~ウィッシュ~」サウンドコレクション Geemu W~Wisshu~ Saundo Korekushon)                                                                   | 6. oktober 2004   |         | Soundtrack  | Musik fra PlayStation 2-spillet.         |
| W Wish Miracle Vokal Best (W~ウィッシュ~ミラクルボーカルベスト Mirakuru Bookaru Besto)                                                                                         | 24. marts 2005    |         | Soundtrack  | Musik fra PlayStation 2-spillet.         |
| KIZUNA (KIZUNA~絆 Kizuna~Kizuna) | 20. oktober 2004  |         | Maxi-single | Single med introsangen fra animeserien.  |
| Omoide good night/Can you feel crying alone? (想い出 good night/Can you feel crying alone?)                                                                                    | 27. oktober 2004  |         | Maxi-single | Single med slutsangen fra animeserien.   |
| W Wish Character Mini Album 1 Toono Senna & Inohara Haruhi (W~ウィッシュ~キャラクターミニアルバム1 泉奈&春陽 W~Wisshu~ Kyarakutaa Mini Arubamu 1 Toono Senna & Inohara Haruhi) | 17. december 2004 |         | Soundtrack  | Album med Senna Toono og Haruhi Inohara. |
| W Wish Character Mini Album 2 Ohtori Tsubasa & Iida Akino (W~ウィッシュ~キャラクターミニアルバム2 つばさ&秋乃 W~Wisshu~ Kyarakutaa Mini Arubamu 2 Ootori Tsubasa & Iida Akino) | 22. november 2004 |         | Soundtrack  | Album med Tsubasa Ootori og Akino Iida.  |
| W Wish Character Mini Album 3 Kishida Tomo & Fujie Sana (W~ウィッシュ~キャラクターミニアルバム3 智&彩夏 W~Wisshu~ Kyarakutaa Mini Arubamu 3 Kishida Tomo & Fujie Sana)         | 19. januar 2005   |         | Soundtrack  | Album med Tomo Kishida og Sana Fujie.    |
| W Wish Drama Cd (W~ウィッシュ~ドラマCD W~Wisshu~ Dorama CD) | 19. januar 2005   |         | Drama-cd    |                                          |
| W Wish Soundtrack (W~ウィッシュ~サウンドトラック W~Wisshu~ Saundotorakku) | 22. december 2004 |         | Soundtrack  | Musik fra animeserien.                   |
| W Wish Taggu Radio (W~ウィッシュ~タッグラジオ W~Wisshu~ Taggu Rajio) | 20. april 2005    |         | Radioshow   |                                          |